# Secretário-geral das Nações Unidas
O secretário-geral das Nações Unidas é o mais alto funcionário das Organização das Nações Unidas e chefe do Secretariado da ONU. Deve pautar a sua atuação segundo a Carta das Nações Unidas, obedecendo aos princípios de independência e  imparcialidade. O atual secretário-geral, António Guterres, assumiu em 2017, sucedendo a Ban Ki-moon, que completou dois mandatos na função (1 de janeiro de 2007 a 1 de janeiro de 2017). Ban Ki-moon foi reconduzido ao cargo quando seu primeiro mandato terminou, em 2011. A reeleição do secretário-geral da agência é uma praxe consagrada, apenas quebrada quando os Estados Unidos vetaram o segundo mandato do egípcio Boutros Boutros-Ghali em 1996. Annan foi um crítico da política dos Estados Unidos  em relação à ONU.
Previsto por Franklin D. Roosevelt como o "moderador do mundo", o cargo é definido na Carta das Nações Unidas como "principal funcionário administrativo da Organização", mas a Carta também afirma que o secretário-geral pode chamar a atenção do Conselho de Segurança sobre "qualquer assunto que, em sua opinião, possa ameaçar a manutenção da paz e da segurança internacionais", dando ao cargo maior capacidade de ação no cenário mundial. A situação evoluiu em um duplo papel de um administrador da Organização das Nações Unidas e de um diplomata e mediador para resolver disputas entre os Estados-Membros e chegar a um consenso sobre questões globais.
O secretário-geral é nomeado pela Assembleia Geral, depois de ter sido recomendado pelo Conselho de Segurança. A seleção pode ser vetada por qualquer membro do Conselho de Segurança, e a Assembleia Geral pode, teoricamente, substituir a recomendação do Conselho de Segurança se uma maioria de votos não for atingida, embora isso não tenha acontecido até agora. Não há nenhum critério específico para o cargo, mas ao longo dos anos, admitiu-se que o cargo será realizado por um ou dois mandatos de cinco anos, que o cargo deve ser nomeado com base no sistema de rotação geográfica e que o secretário-geral não deve ser originário de um dos cinco membros permanentes do Conselho de Segurança.

## Nomeação

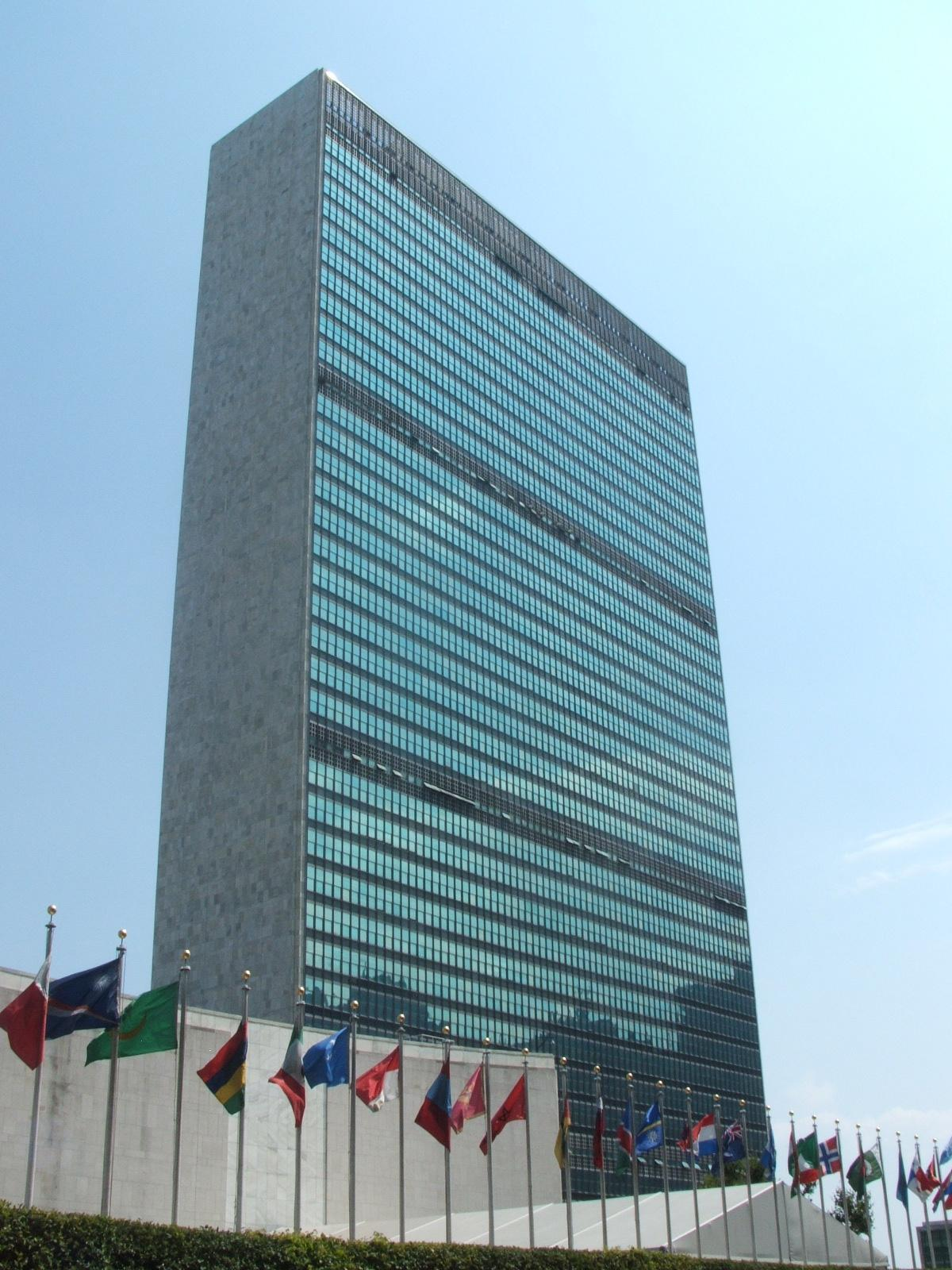
O Edifício do Secretariado é um arranha-céus com 154 metros de altura. O edifício é a peça central da sede da Organização das Nações Unidas.

O secretário geral é nomeado pela Assembleia Geral sobre recomendação do Conselho de segurança. Os membros permanentes podem utilizar o seu direito de veto para evitar a nomeação de um candidato. A duração do seu mandato é de cinco anos e renovável uma vez. Até agora, à exceção de Boutros Boutros-Ghali que efetuou apenas um mandato, todos os secretários-gerais renovaram uma vez.

## Função

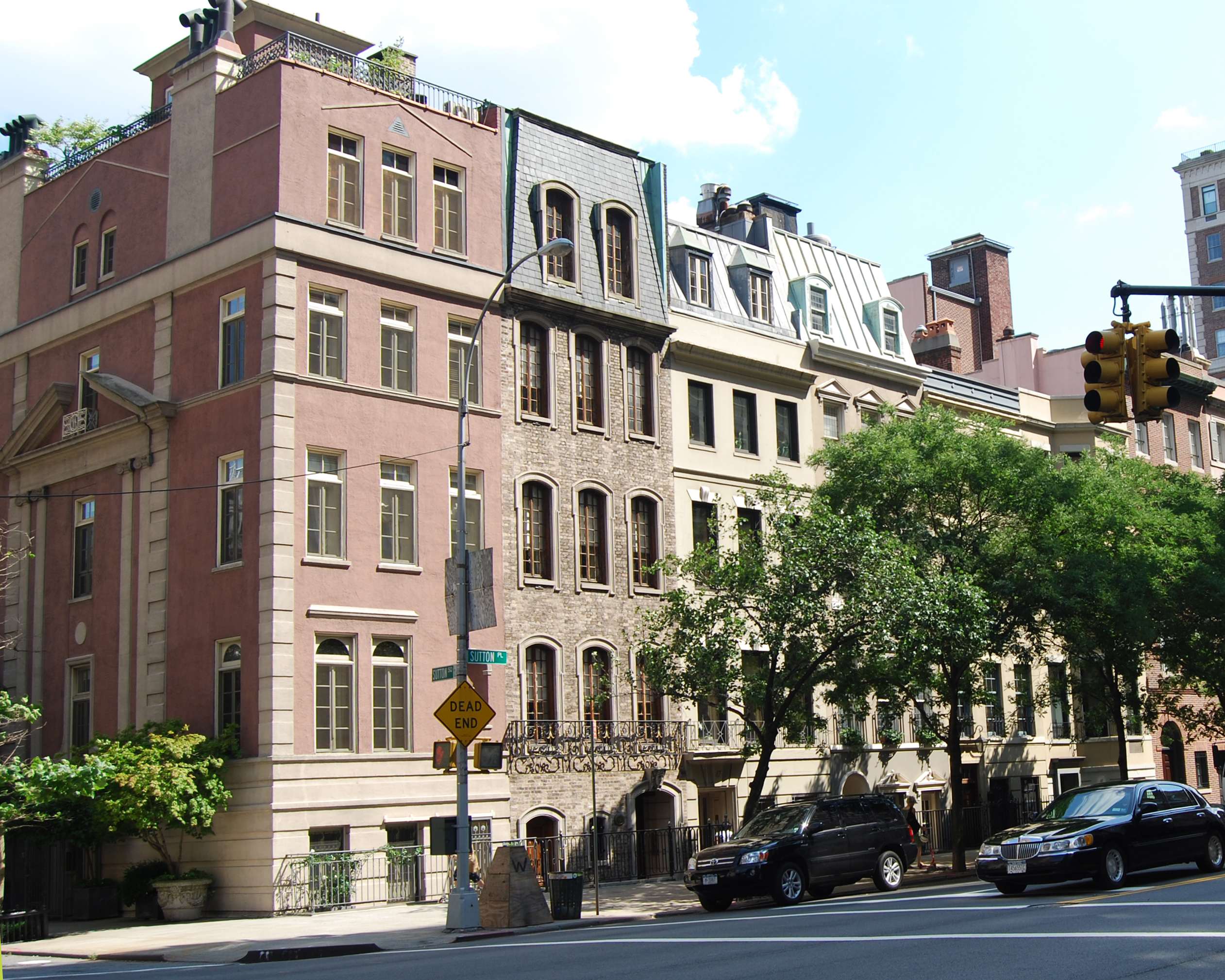
Sutton Place, em Manhattan, região da residência oficial.

O secretário-geral deve ser o mais independente possível, é por isso que a prática diz que a nacionalidade dos diferentes secretários-gerais nunca pode ser a de um Estado-membro a permanecer no Conselho de Segurança.
A Carta das Nações Unidas no seu capítulo XV encarga-o de preencher todas as funções que ele pode praticar pelo Conselho de Segurança, Assembleia Geral, o Conselho Económico e social ou qualquer outro órgão da ONU.
Como o mais alto funcionário da ONU, pode utilizar a sua independência para evitar o aparecimento, agravamento ou extensão de qualquer conflito que possa ameaçar a manutenção da paz ou respeito do direito internacional, nomeadamente chamando a atenção do Conselho de Segurança.

## Residência oficial
A residência oficial do secretário-geral situa-se em Sutton Place, em Manhattan, em Nova Iorque, Estados Unidos. A moradia foi construída para Anne Morgan em 1921, que doou para as Nações Unidas em 1972.

## Países de origem dos secretários-gerais

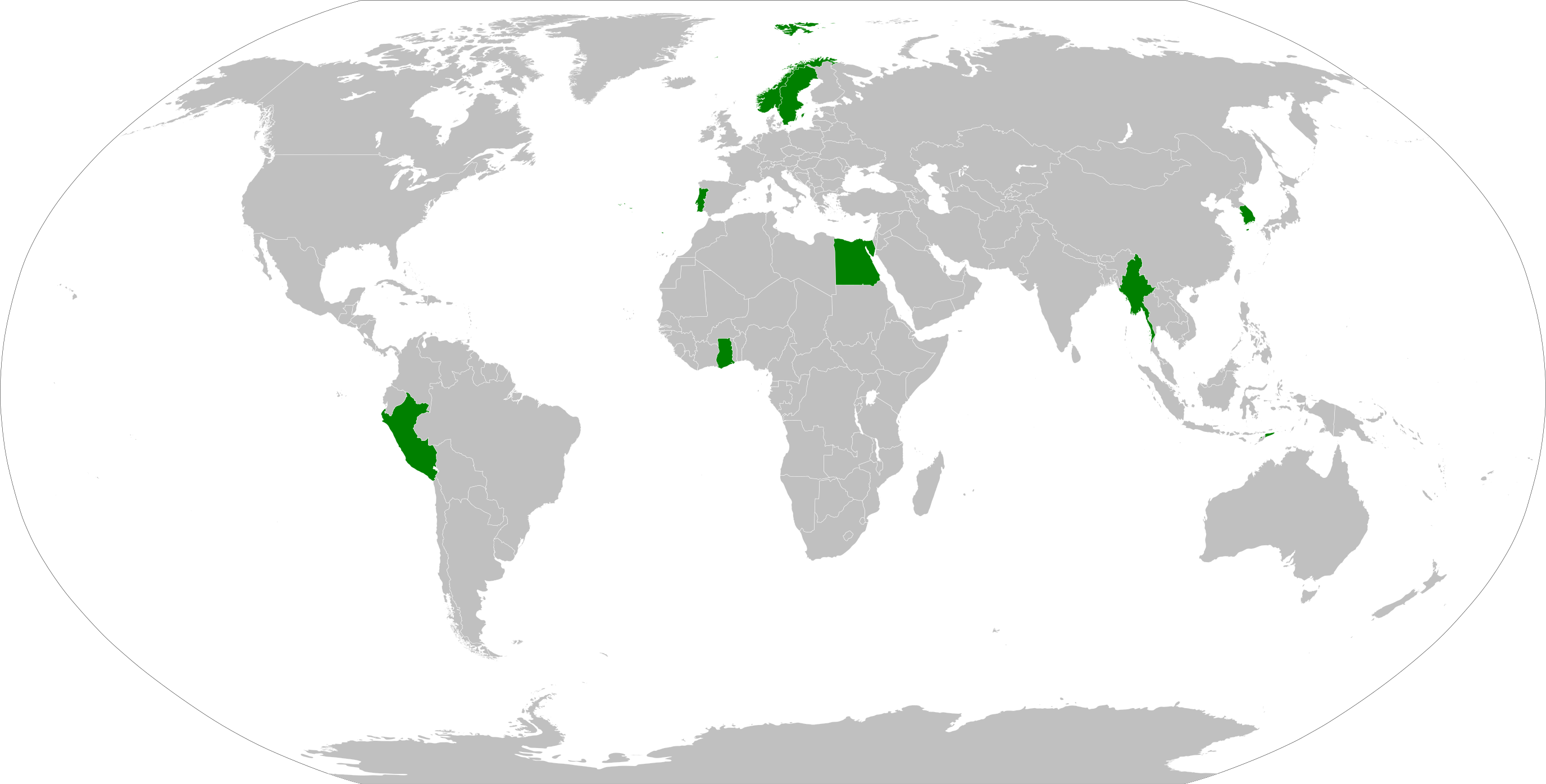
Um mapa a mostrar as nações que tiveram um secretário-geral das Nações Unidas nacional.

## Titulares
| N.º | Retrato | Nome                                | País de origem         | Início do mandato      | Fim do mandato         | Grupo regional da ONU            | Motivo da retirada                                          | Referência |
| --- | --- | ----------------------------------- | ---------------------- | ---------------------- | ---------------------- | -------------------------------- | ----------------------------------------------------------- | ---------- |
| -   | | Gladwyn Jebb (1900-1996)            | Reino Unido            | 22 de Outubro de 1945  | 1 de Fevereiro de 1946 | Europa Ocidental e outros        | Serviu como secretário-geral interino até a eleição de Lie. | [ 10 ]     |
| -   | Após a Segunda Guerra Mundial, serviu como secretário executivo da Comissão Preparatória da Organização das Nações Unidas em agosto de 1945, sendo nomeado secretário-geral interino das Nações Unidas de outubro de 1945 a fevereiro 1946 até à nomeação do primeiro secretário-geral, Trygve Lie. |                                     |                        |                        |                        |                                  |                                                             | [ 10 ]     |
| 1   | | Trygve Lie (1896–1968)              | Noruega                | 2 de Fevereiro de 1946 | 10 de Novembro de 1952 | Europa Ocidental e outros        | Renunciou                                                   | [ 12 ]     |
| 1   | Lie, foi ministro dos Negócios Estrangeiros e ex-líder trabalhista, foi recomendado pela União Soviética para preencher o cargo. Após o envolvimento da ONU na Guerra da Coreia, a União Soviética vetou a recondução de Lie em 1951. Os Estados Unidos contornou o veto da União Soviética e recomendou a recondução diretamente à Assembleia Geral. Lie foi reconduzido por uma votação de 46 a 5, com oito abstenções. A União Soviética permaneceu hostil a Lie, e ele renunciou em 1952. |                                     |                        |                        |                        |                                  |                                                             | [ 12 ]     |
| 2   | | Dag Hammarskjöld (1905–1961)        | Suécia                 | 10 de Abril de 1953    | 18 de Setembro de 1961 | Europa Ocidental e outros        | Morreu durante o seu mandato                                | [ 13 ]     |
| 2   | Após uma série de candidaturas vetadas, Hammarskjöld surgiu como uma opção aceitável para o Conselho de Segurança. Hammarskjöld foi reeleito por unanimidade para um segundo mandato em 1957. A União Soviética ficou irritada com a liderança de Hammarskjöld das Nações Unidas durante a Crise do Congo, e sugeriu que o cargo de secretário-geral fosse substituído por um triunvirato, ou de três homens executivos. Enfrentando grande oposição dos países ocidentais, a União Soviética deu-se sobre a sua sugestão. Hammarskjöld foi morto num acidente de avião em Rodésia do Norte (atualmente a Zâmbia), em 1961. O Presidente dos Estados Unidos John F. Kennedy chamou Hammarskjöld "o maior estadista do nosso século".                         |                                     |                        |                        |                        |                                  |                                                             | [ 13 ]     |
| 3   | | U Thant (1909–1974)                 | Myanmar                | 30 de Novembro de 1961 | 1 de Janeiro de 1972   | Ásia-Pacífico                    | Recusou-se a apresentar uma terceira candidatura            | [ 14 ]     |
| 3   | No processo de substituição de Hammarskjöld, com o mundo em desenvolvimento, insistiram num não-europeu e não-americano secretário-geral. U Thant foi indicado. No entanto, devido à oposição dos franceses (Thant presidiu uma comissão sobre a independência da Argélia) e os árabes (Burma apoiava Israel), Thant só foi nomeado pelo período remanescente do mandato de Hammarskjöld. Thant foi o primeiro secretário-geral asiático. No ano seguinte, a 30 de novembro, Thant foi unanimemente reeleito para um novo mandato que terminou a 3 de novembro de 1966. Ele foi reeleito a 2 de Dezembro de 1966, finalmente, para um mandato de 5 anos, que terminaria a 31 de dezembro de 1971 . Thant não tentou uma terceira eleição.                    |                                     |                        |                        |                        |                                  |                                                             | [ 14 ]     |
| 4   | | Kurt Waldheim (1918–2007)           | Áustria                | 1 de Janeiro de 1972   | 1 de Janeiro de 1982   | Europa Ocidental e outros        | A China vetou o seu terceiro mandato                        | [ 15 ]     |
| 4   | Waldheim lançou uma campanha discreta, mas eficaz para se tornar o secretário-geral. Apesar de vetos iniciais da China e no Reino Unido, na terceira volta, Waldheim foi selecionado para se tornar o novo secretário-geral. Em 1976, a China inicialmente bloqueou a reeleição de Waldheim, mas cedeu na segunda votação. Em 1981, a reeleição de Waldheim para um terceiro mandato foi bloqueado pela China, que vetou a sua seleção através de 15 rodadas. Em meados da década de 1980, foi revelado pela Comissão das Nações Unidas crimes pós-Segunda Guerra Mundial por Waldheim e foi considerado um criminoso de guerra suspeito - com base no seu envolvimento com o exército da Alemanha nazista. Os arquivos foram armazenados no arquivo da ONU. |                                     |                        |                        |                        |                                  |                                                             | [ 15 ]     |
| 5   | | Javier Pérez de Cuéllar (1920–2020) | Peru                   | 1 de Janeiro de 1982   | 1 de Janeiro de 1992   | Grupo a América Latina e Caraíba | Não foi eleito para um terceiro mandato                     | [ 16 ]     |
| 5   | Pérez de Cuéllar foi selecionado após um impasse de cinco semanas entre a re-eleição de Waldheim e o candidato da China, Salim Ahmed Salim da Tanzânia. Pérez de Cuéllar, um diplomata peruano, era um candidato de compromisso, e tornou-se o primeiro secretário-geral das Américas. Ele foi reeleito por unanimidade em 1986. |                                     |                        |                        |                        |                                  |                                                             | [ 16 ]     |
| 6   | | Boutros Boutros-Ghali (1922–2016)   | Egito                  | 1 de Janeiro de 1992   | 1 de Janeiro de 1997   | Grupo de África                  | Os Estados Unidos vetaram seu segundo mandato               | [ 17 ]     |
| 6   | O membro-102 do Movimento Não-Alinhado insistiu que o próximo secretário-geral teria que vir da África. Com uma maioria na Assembleia Geral e com o apoio da China, o Movimento dos Não-Alinhados teve os votos necessários para bloquear qualquer candidato desfavorável. O Conselho de Segurança realizou cinco pesquisas para o conselho e Boutros-Ghali surgiu com onze votos na quinta rodada. Em 1996, os Estados Unidos vetaram a re-nomeação de Boutros-Ghali, alegando que ele havia falhado na implementação das reformas necessárias para a ONU. |                                     |                        |                        |                        |                                  |                                                             | [ 17 ]     |
| 7   | | Kofi Annan (1938–2018)              | Gana                   | 1 de Janeiro de 1997   | 1 de Janeiro de 2007   | Grupo de África                  | Aposentou-se depois de dois mandatos completos              | [ 18 ]     |
| 7   | A 13 de Dezembro de 1996, o Conselho de Segurança recomendou Annan. Ele foi confirmado quatro dias depois do voto da Assembleia Geral. Ele começou o seu segundo mandato como secretário-geral a 1 de Janeiro de 2002. |                                     |                        |                        |                        |                                  |                                                             | [ 18 ]     |
| 8   | | Ban Ki-moon (1944 - )               | Coreia do Sul          | 1 de Janeiro de 2007   | 1 de Janeiro de 2017   | Ásia-Pacífico                    | Aposentou-se depois de dois mandatos completos              | [ 19 ]     |
| 8   | Ban tornou-se o primeiro secretário-geral da Ásia Oriental a ser selecionado. Ele foi eleito por unanimidade para um segundo mandato pela Assembleia Geral a 21 de junho de 2011. O seu segundo mandato teve início a 1 de Janeiro de 2012. Antes da sua seleção, ele era o ministro das Relações Exteriores da República da Coreia, entre janeiro de 2004 a novembro de 2006 . Ban Ki-moon deixou o cargo de secretário-geral das Nações Unidas a 31 de Dezembro de 2016, quando o seu segundo mandato terminou. Seleção do secretário-geral das Nações Unidas em 2006 |                                     |                        |                        |                        |                                  |                                                             | [ 19 ]     |
| 9   | | António Guterres (1949 - )          | Portugal · Timor-Leste | 1 de Janeiro de 2017   | No cargo               | Europa Ocidental e outros        | -                                                           | [ 20 ]     |
| 9   | A 5 de outubro de 2016, Guterres foi nomeado por unanimidade por todos os Estados membros do Conselho de Segurança como o candidato à sucessão de Ban Ki-moon a 1 de Janeiro de 2017. Seleção do secretário-geral das Nações Unidas em 2016 |                                     |                        |                        |                        |                                  |                                                             | [ 20 ]     |

| Grupo regional da ONU            | Secretários-gerais | Mandatos |
| -------------------------------- | ------------------ | -------- |
| Europa Ocidental e outros        | 3 (+1)             | 6        |
| Grupo da Europa de Leste         | 0                  | 0        |
| Grupo a América Latina e Caraíba | 1                  | 2        |
| Ásia-Pacífico                    | 2                  | 4        |
| Grupo de África                  | 2                  | 3        |

### Vice-Secretários-Gerais das Nações Unidas
| N.º | Retrato | Nome                         | País de origem | Início do mandato       | Fim do mandato         | Grupo regional da ONU            | Secretário-Geral           |
| --- | ------- | ---------------------------- | -------------- | ----------------------- | ---------------------- | -------------------------------- | -------------------------- |
| 7   |         | Louise Fréchette (1946 - )   | Canadá         | 2 de Março de 1998      | 01 de abril de 2006    | Grupo a América Latina e Caraíba | Kofi Annan (1938 - 2018)   |
| 7   |         | Mark Malloch Brown (1953 - ) | Reino Unido    | 01 de abril de 2006     | 31 de dezembro de 2006 | Europa Ocidental e outros        | Kofi Annan (1938 - 2018)   |
| 8   |         | Asha-Rose Migiro (1956 - )   | Tanzânia       | 05 de fevereiro de 2007 | 01 de julho de 2012    | Grupo de África                  | Ban Ki-moon (1944 - )      |
| 8   |         | Jan Eliasson (1940 - )       | Suécia         | 1 de Julho de 2012      | 31 de Dezembro de 2016 | Europa Ocidental e outros        | Ban Ki-moon (1944 - )      |
| 9   |         | Amina J. Mohammed (1946 - )  | Nigeria        | 1 de Janeiro de 2017    | No cargo               | Grupo de África                  | António Guterres (1949 - ) |